# Lịch sử Thụy Sĩ
Từ năm 1291, Thụy Sĩ chỉ là một "liên bang" nhỏ gồm ba bang (Uri, Schwyz và Unterwalden) lúc đó thuộc miền trung Thụy Sĩ, dần dần mở rộng thành một nước Thụy Sĩ như ngày nay vào năm 1815
Đến năm 1848, Thụy Sĩ trở thành một nhà nước liên bang có quyền tự trị. Liên bang này tồn tại đến tận hiện nay.

## Thụy Sĩ thời cổ đại
Các nhà khảo cổ học tìm tìm thấy bằng chứng về người nguyên thủy ở Thụy Sĩ trong ba hang động thuộc dãy núi Appenzell (thuộc dãy Alp ngày nay). Ở thành phố Robenhausen (thuộc bang Zurich, Thụy Sĩ), người ta tìm thấy bằng chứng về sự định cư của cư dân từ khoảng 8.000 TCN.
Từ thời đồ đá mới cho đến thời đồ đồng, vùng đất Thụy Sĩ đã có đông dân cư sinh sống. Người ta tìm thấy dấu tích nhiều cọc gỗ làm nhà ở nhiều hồ khác nhau trong Thụy Sĩ. Các mảnh đồ gốm của cư dân cũng được tìm thấy ở các cao nguyên, có niên đại vào thiên niên kỷ V - III TCN.
Thời đồ đồng của Thụy Sĩ được đánh dấu bằng văn hóa Bell-Beaker (2800 - 1800 TCN). Phạm vi địa lý của văn hóa này trải dài khắp châu Âu, từ nước Anh - Đức kéo dài đến tận bán đảo Iberic, phía nam bán đảo Italia. Nguội ta tìm thấy ở nền văn hóa này nhiều con dao găm bằng kim loại, rìu có đục lỗ (ở dãy Carpat) và một số lớn hiện vật gốm. Một cuộc khảo sát năm 2014 đã tìm thấy nhiều ngôi mộ chôn cất đơn lẻ. Năm 2.400 - 2.200 TCN, cư dân sản xuất ra các đồ dùng bằng kim loại đồng ở khu vực Ireland. Ở đây quặng đồng Sulpat được dùng để nung chảy thành các cột đồng được tìm thấy nhiều ở Pháp và Ireland. Ngoài ra, cư dân cùng sản xuất các cốc rượu, bia và rượu mật ong để tiêu thụ trong vùng
Văn hóa Bell-Beaker cũng được đánh dấu bằng những chuyến đi trên biển, sống để buôn bán các mặt hàng hóa có giá trị. Về tín ngưỡng, cư dân chôn người chết bằng cách gấp xác lại theo kiểu ngồi xổm, kèm theo các đồ dùng lúc người đó còn sống (tìm thấy ở Tây Ban Nha)...
Cư dân Thụy Sĩ chuyển qua thời đại đồ sắt qua nền văn hóa Halstatt, văn hóa Là Tene (thế kỷ V - I TCN). Đầu thế kỷ I TCN, cao nguyên Thụy Sĩ bị ba tộc người Gallic là Helvetii, Vindelici, Celtic Raetians đánh chiếm. Nhưng đến năm 58 TCN, quân đội La Mã của Julius Caesar đánh bại người Helvetti tại Bibracte, xác lập quyền thống trị của người La Mã tại đây. Năm 15 TCN, Tiberius và Drusus chinh phục dãy núi Alps, và khu vực này được sáp nhập đế quốc La Mã, các khu định cư của người Helvetti được dồn lên vùng Gallic Belgica của tỉnh Thượng Germania.
300 năm sau đó đã chứng kiến sự phồn vinh của vùng Thụy Sĩ thuốc lá với một hệ thống các con đường bộ chạy dọc quanh các thành phố như:  Aventicum (Avenches), thành phố khác đã được thành lập tại Arbor Felix (Arbon), Augusta Raurica (Kaiseraugst gần Basel), Basilea (Basel), Giáo triều (Chur), Genava (Genève), Lousanna (Lausanne), Octodurum (Martigny, kiểm soát các đường chuyền của Great St. Bernard), Salodurum (Solothurn), Turicum (Zürich) và những nơi khác. đơn vị đồn trú quân sự tồn tại Tenedo (Zurzach) và Vindonissa (Windisch)
Năm 259, người Alemanni xâm chiếm đế quốc La Mã, và họ nhanh chóng thiết lập Thụy Sĩ như là tỉnh biên giới bảo vệ cho vương quốc của họ